# Bram Stoker's Dracula (datorspel)
Bram Stoker's Dracula är ett dator/TV-spel utgivet från 1993, till NES, SNES, Game Boy, Sega Master System, Sega Mega Drive, Sega Mega-CD, Sega Game Gear, DOS och Amiga. Spelet är baserat på 1992 års långfilm med samma namn som i sin tur är baserad på 1897 års roman av Bram Stoker, och de flesta versioner var i stort sett identiska (förutom Mega-CD, Amiga och MS-DOS-versionerna). Amigaversionen släpptes 1994 i Nordamerika och Europa. En CD-ROM-version till DOS släpptes 1995.

### Fotnoter
1. ↑  ”Bram Stoker's Dracula (1993) SNES credits”. MobyGames. 30 juli 2004. http://www.mobygames.com/game/snes/bram-stokers-dracula/credits. Läst 7 juni 2014.
2. ↑  ”Bram Stoker's Dracula (1993) Genesis credits”. MobyGames. 10 april 2003. http://www.mobygames.com/game/genesis/bram-stokers-dracula/credits. Läst 7 juni 2014.
3. ↑  ”Bram Stoker's Dracula Release Information for Amiga”. GameFAQs. 27 februari 1994. Arkiverad från originalet den 8 maj 2014. https://web.archive.org/web/20140508224437/http://www.gamefaqs.com/amiga/942753-bram-stokers-dracula/data. Läst 7 juni 2014.
4. ↑  Bram Stoker's Dracula PC CD-ROM box artwork (from MobyGames)